# Збірна Мальдівських островів з футболу
Збірна Мальдівських островів з футболу — представляє Мальдіви на міжнародних футбольних змаганнях. Контролюється Футбольною асоціацією Мальдів. Вона ніколи не потрапляла на Чемпіонат світу з футболу або Кубок Азії. Станом на 3 квітня 2025 посідає 164-e місце у рейтингу футбольних збірних світу. Найвищим досягнення збірної є перемога в Кубку футбольної федерації Південної Азії в 2008 році над Індією з рахунком 1:0.

## Чемпіонат світу
- з 1930 по 1986 — не брала участь
- 1990 — знялась з змагань
- 1994 — не брала участь
- 1998 до 2010 — не пройшла кваліфікацію

## Кубок Азії
- з 1956 по 1992 — не брала участь
- 1996 по 2004 — не пройшла кваліфікацію
- 2007 — не брала участь
- 2011 — не пройшла кваліфікацію

## Досягнення
- Кубок футбольної федерації Південної Азії (2008)